# Cryptocentroides arabicus
Cryptocentroides arabicus es una especie de peces de la familia de los Gobiidae en el orden de los Perciformes.

## Morfología
Los machos pueden llegar a alcanzar los 13,5 cm de longitud total.

## Hábitat
Es un pez de mary, de clima tropical y demersal.

## Distribución geográfica
Se encuentra en el Índico occidental: desde el Mar Rojo hasta el Golfo Pérsico.  

## Observaciones
Es inofensivo para los humanos. 